# Vuelo 193 de Tara Air
El vuelo 193 de Tara Air era un vuelo de pasajeros doméstico, sirviendo la ruta desde el Aeropuerto de Pokhara en Pokhara, Nepal, al Aeropuerto de Jomsom, Nepal ocurrido el 24 de febrero de 2016, ocho minutos después del despegue. La aeronave que operaba el vuelo, un Viking Air DHC-6-400 Twin Otter con inscripción 9N-AHH, se estrelló con 23 personas a bordo.
La policía y el ejército de Nepal mando a tres helicópteros para buscar la aeronave desaparecida; la búsqueda estuvo obstaculizada por el mal clima. Horas más tarde, los restos fueron encontrados en la aldea de Dana, en el distrito de Myagdi, junto a varios cuerpos carbonizados. No hubo sobrevivientes.

## Aeronave
El De Havilland Canada DHC-6 Twin Otter era una Serie 400 versión construida en 2012 por Viking Air con el número de serie del fabricante 926. En septiembre 2015, esté fue entregado a Tara Air y se lo registró como 9N-AHH.

## Pasajeros
De los 20 pasajeros a bordo, 18 -incluyendo 2 niños- eran nepalíes, uno era de Hong Kong, y otro era de Kuwait.

## Vuelo
La aeronave salió de Pokhara en 7:50, hora local. La duración de vuelo normal en la ruta es 18 minutos. Los agentes de torre del control en Pokhara perdieron contacto con la aeronave 10 minutos después de que despegue, los restos fueron encontrados en Tirkhe Dhunga, distrito de Myagdi a las 1:25 p. m. por un equipo policial desplegado por la jefatura de Policía de Dana. Tara Aire informó que el tiempo en ambos origen y aeropuertos de destino era favorables.

## Recuperación
Los helicópteros buscaron en la ruta para horas, pero los esfuerzos de rescate estuvieron retrasados por condiciones de mal clima, incluyendo niebla densa y lluvia pesada. Los restos estuvo encontrado en llamas después de impactar un mountainside con cuerpos carbonizados interior visible. Bishwa Raj Khadka, el Jefe de distrito de Policía, declaró que el personal de rescate había recuperado 17 cuerpos del sitio de accidente.

## Investigación
Un "equipo de investigadores de alto nivel" fue formado para investigar el accidente. Los restos de la aeronave fueron encontrados "en un área de 660 pies", en Solighopte en en distrito de Myagdi, una parte de la Dhaulagiri Zona.
El informe final del accidente decía 17 meses después: "La Comisión concluye que la causa probable de este accidente fue el hecho de que, a pesar de las condiciones climáticas desfavorables, la decisión repetida de la tripulación de entrar en la nube durante el vuelo en reglas de vuelo visual (VFR) y su desviación de la ruta normal debido a pérdida de conciencia situacional agravada por la desorientación espacial que conduce al accidente de tipo vuelo controlado contra el terreno (CFIT)".